# Ingenieurskantoor voor Scheepsbouw
Ingenieurskantoor voor Scheepsbouw (IvS) – przedsiębiorstwo założone w lipcu 1922 roku w Hadze (Holandia) przez konsorcjum zakładów Kruppa i stoczni Vulcan. Powodem powstania IvS był zamiar obejścia ograniczeń - w postaci zakazu projektowania oraz budowy okrętów podwodnych – nałożonych na Niemcy traktatem wersalskim. Kierownikiem zespołu inżynierów przedsiębiorstwa został Hans Techel, który kierował zespołem projektantów okrętów podwodnych zakładów Kruppa od 1907 roku. W momencie powstania przedsiębiorstwo uzyskało znaczne wsparcie finansowe ze strony niemieckiej marynarki wojennej, która wbrew postanowieniom traktatu pragnęła zachowania niemieckiej zdolności do projektowania jednostek tej klasy. Inżynierowie IvS (Inkavos) opracowywali projekty jednostek podwodnych, które były następnie budowane dla Turcji, Finlandii, ZSRR, Hiszpanii oraz Szwecji. W Ingenieurskantoor voor Scheepsbouw opracowano także konstrukcje prototypów dla niemieckiego przybrzeżnego typu okrętów IIA, dalekiego zasięgu IA oraz oceanicznych jednostek typu VII. Biuro projektowało też okręty nawodne, w tym pancerniki obrony wybrzeża typu Väinämöinen dla Finlandii, będące pierwszymi okrętami nawodnymi z napędem spalinowo-elektrycznym.